# Spanische Botschaft in Berlin

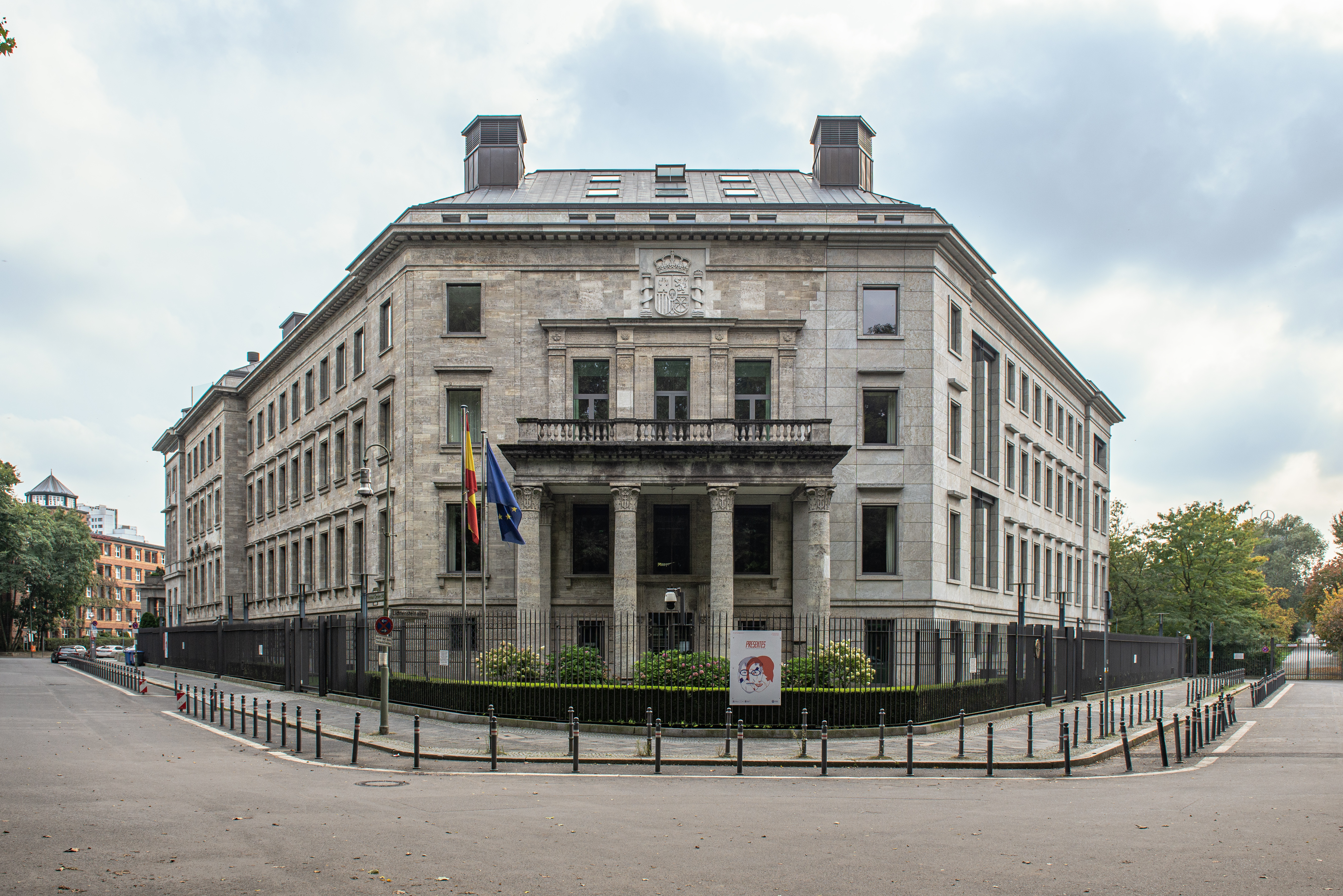
Haupteingang der Spanischen Botschaft, rechts der Kanzleitrakt

Die Spanische Botschaft in Berlin ist der Hauptsitz der diplomatischen Vertretung Spaniens in Deutschland. Sie befindet sich im Botschaftsviertel im Berliner Ortsteil Tiergarten des Bezirks Mitte. Der mächtige Eckbau im neoklassizistischen Stil wurde von 1938 bis 1943 als Botschaftsgebäude des franquistischen Spaniens errichtet und steht unter Denkmalschutz.

## Architektur
Das Gebäude der Spanischen Botschaft ist ein Zweiflügelbau mit spitzwinkligem Grundriss und einer Eckabschrägung, in welcher sich der Haupteingang befindet. Der westliche Flügel (Residenztrakt) liegt an der Thomas-Dehler-Straße und schließt an ein geschwungenes Gebäude an, das von 1938 bis 1940 für die Dänische Gesandtschaft errichtet wurde. Diese befindet sich heute als Teil der Nordischen Botschaften in der Rauchstraße. Der östliche Flügel liegt an der Lichtensteinallee und wird als Kanzleitrakt bezeichnet. Die beiden Flügel umschließen einen Innenhof, der mit Grünanlagen gestaltet ist.
Die Fassade ist im repräsentativen, neoklassizistischen Stil der Zeit ausgeführt. Das Sockelgeschoss ist rustifiziert und die Fenster mit schmiedeeisernen Gittern versehen, die gestalterisch spanischen Vorbildern folgen. Über dem Sockelgeschoss liegen die großzügige Beletage und zwei weitere Geschosse, die in ihrer Fensterhöhe nach oben hin abnehmen. Das Hauptportal an der Gebäudeecke wird durch einen Portikus hervorgehoben, der sich als Kolossalordnung über zwei Geschosse erstreckt. Die vier Säulen verfügen über ägyptische Kapitelle, die der kühlen und archaischen Formensprache des Bauwerks entsprechen. Über dem Portikus befindet sich ein großzügiger Balkon, der aus dem zweiten Obergeschoss zu betreten ist. Auf der Balkonseite ist über vier Pilastern ein Relief des spanischen Wappens angebracht. Hinter dem Portal eröffnet sich dem Besucher das mit hellem Naturstein ausgekleidete Vestibül. Hiernach erschließt sich das repräsentative Treppenhaus, dessen Balustrade und Säulen aus hellem Marmor gefertigt sind.

## Nutzungsgeschichte und Wiederaufbau
Der Neubau der Spanischen Botschaft im Tiergarten an der Spitzkehre von Lichtensteinallee und Thomas-Dehler-Straße wurde 1938–1943 von den Brüdern Walter und Johannes Krüger geplant und unter ihrer Bauleitung errichtet. Als Bauherr fungierte die Reichsbaudirektion Berlin, eine Behörde des Reichsfinanzministeriums. Vor dem Umzug in den Neubau befand sich die Spanische Botschaftskanzlei in der Großadmiral-Prinz-Heinrich-Straße 21, der heutigen Hitzigallee. Im Rahmen des Bebauungsplans des nationalsozialistischen Chefarchitekten Albert Speer und dessen Behörde Generalbauinspektion (GBI) für die Errichtung der „Hauptstadt Germania“ wurde das heute als Botschaftsviertel bekannte Gebiet am südlichen Tiergarten zum Diplomatenviertel erklärt. Dort sollten zwölf Botschaftsgebäude errichtet werden, um im Regierungsviertel nahe dem Brandenburger Tor Platz für die Ausführung der Pläne von Speer zu schaffen. Im Zweiten Weltkrieg wurde der Kanzleitrakt durch Bomben schwer zerstört.

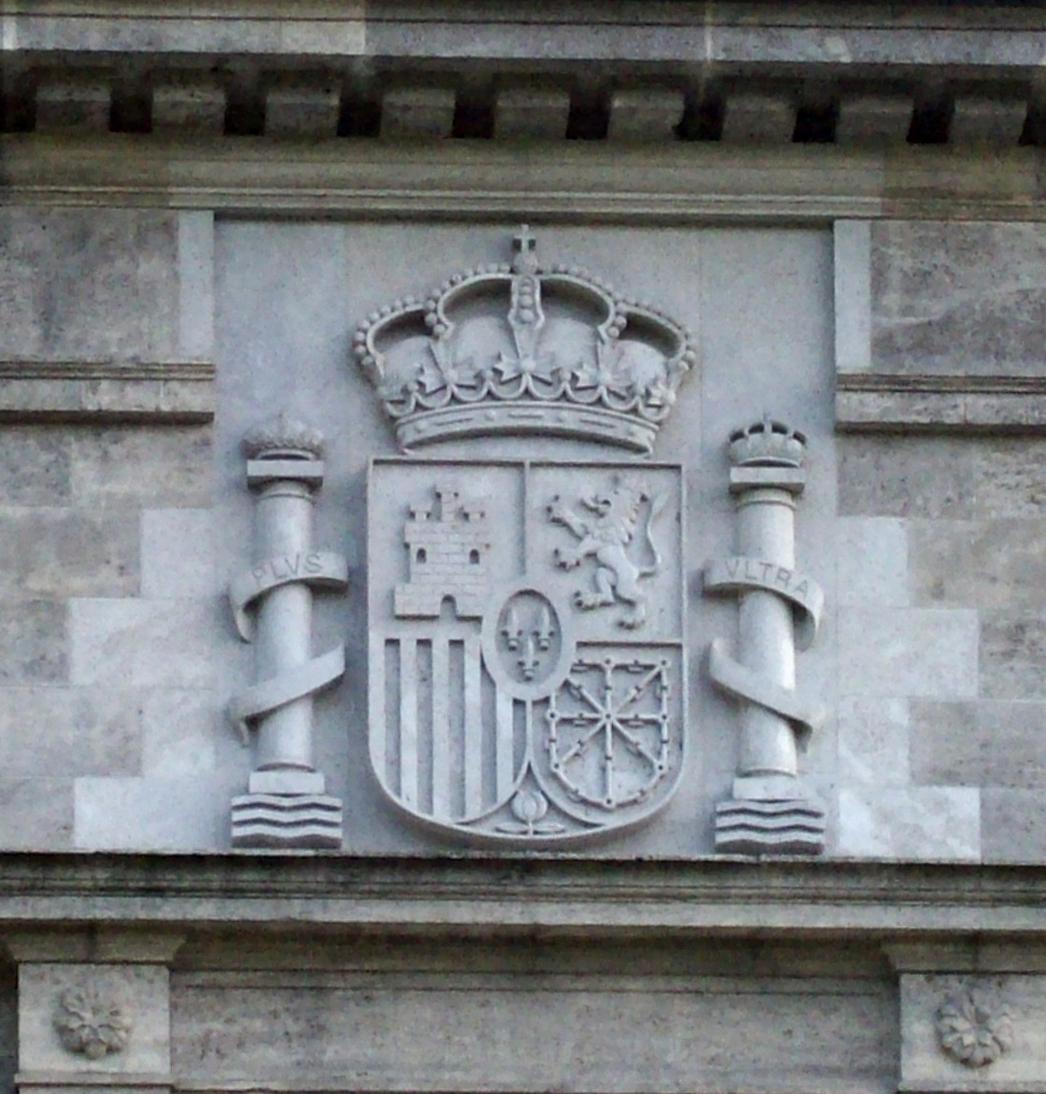
Das spanische Wappen über dem Haupteingang

In den 1960er Jahren wurde der Bau durch den ursprünglichen Architekten Johannes Krüger wieder aufgebaut, die spanische Botschaft befand sich jedoch infolge der Teilung Deutschlands in Bonn, in der Schloßstraße 4. Nach der Rückverlegung der Hauptstadtfunktionen nach Berlin sollte auch die spanische Botschaft wieder zurückziehen. Dazu wurde das Gebäude 1998–2003 unter der Leitung der spanischen Architekten Jesús Velasco Ruiz und José de Onzono y Angulo umgebaut und modernisiert. Dabei wurde der Kanzleiflügel abgerissen und durch einen historisierenden Neubau mit annähernd originalen Proportionen ersetzt. Der Residenzflügel an der Thomas-Dehler-Straße wurde bis auf das Treppenhaus und die Fassade abgerissen und neu gebaut. Überall wurden die Symbole des Franco-Regimes beseitigt, unter anderem wurde dabei das Wappen über dem Haupteingang durch das heutige Staatswappen ersetzt. Die Spuren dieses Austauschs sind noch an der helleren Farbe der Natursteine zu erkennen, die das Wappen umgeben.